# El Triángulo de las Bermudas (libro)
El Triángulo de las Bermudas es un libro superventas escrito por Charles Berlitz y publicado en 1974.

## Reseña
Este libro contribuyó a popularizar la idea de que en cierta región del océano Atlántico, llamada el Triángulo de las Bermudas, han desaparecido buques y aviones de manera inexplicable. 
Berlitz relata que el primer lugar donde escuchó historias sobre desapariciones fue su propia agencia de viajes, cuando algunos de sus clientes le pedían evitar sobrevolar esa región. A partir de ello, decidió investigar el tema y publicar los resultados de la misma en forma de libro; en el mismo propone varias teorías para intentar explicar las desapariciones.
El libro logró vender unos 20 millones de ejemplares, varios de los cuales correspondían a las ediciones traducidas a unos 30 idiomas.
El libro sirvió de base para una película estrenada en 1978, la cual contó con la colaboración del doctor J. Manson Valentine, quien proveyó de fotografías e ilustraciones.

## Críticas
En 1975, un año después de haber sido publicado, el libro recibió una réplica de parte de Larry Kusche en otro libro: The Bermuda Triangle mystery: Solved («El misterio del Triángulo de las Bermudas: Resuelto»). Kusche cita varios errores en los informes sobre buques desaparecidos enumerados por Berlitz. Como resultado de su propia investigación sobre el libro de Berlitz en comparación con los datos existente, Kusche afirmó (según una cita de James Randi) que: «[la credibilidad de Berlitz ]  es tan baja que es virtualmente  inexistente. Si Berlitz informase de que un barco es rojo, las posibilidades de que fuera de otro color constituirían casi una certeza. Dice cosas que simplemente no son ciertas. Deja de lado el material que contradice su misterio. Un vendedor inmobiliario que operara de esa manera terminaría en la cárcel».
Por su parte, la compañía aseguradora londinense Lloyd's ha determinado que el Triángulo en cuestión no es más peligroso que cualquier otra región del océano, por lo que no cobra ninguna tarifa de seguro especial a los buques asegurados por ella que transitan por esa área. Los propios registros de la Guardia Costera de los Estados Unidos confirman esta aseveración. 